# Distrito Centro (Maguncia)
El Distrito Centro o Mainz-Altstadt es uno de los quince distritos en que está dividida administrativamente la ciudad de Maguncia. En ocasiones también es llamado distrito Mainz-Altstadt.

## Lugares de interés
- La Catedral de Maguncia
- El Palacio de los príncipes electores
- La Iglesia de San Esteban
- Iglesia de San Juan (Maguncia)
- La Iglesia de San Agustín
- La Iglesia de San Ignacio
- La Iglesia de San Emmeran
- La capilla Gotthardkapelle
- La Plaza principal
- La Plaza Leichhof
- La calle Ludwigsstraße
- La calle Augustinerstraße
- El Nuevo Arsenal de Maguncia
- El Cenotafio de Druso
- El Arco de Dativus Victor
- La Ciudadela de Maguncia
- La Gran columna de Júpiter original en la museo Landesmuseum
  - La copia de la columna votiva de Júpiter a Deutschhausplatz tras la iglesia St. Peter
- El Monumento a Johannes Gutenberg
- El casa editorial Weihergarten del Schott Music
- La Teatro Estatal de Maguncia
- La Casa de la Orden Teutónica
- La Puerta del fierro
- La Puerta del madera
- La Puerta Alexander
- El ayuntamiento de Arne Jacobsen
- El Santuario de Isis et Magna Mater[3]
- El Museo Central Romano-Germánico
- El Museo Gutenberg
- El Museo Diocesano de Maguncia
- El inscripción de un militar romano en el memorial “2000 años Mogontiacum” de la plaza Ernst-Ludwig-Platz
- Biblioteca de la Ciudad de Maguncia
- Fuente del Mercado